# بخش بلندشهر
بخش بلندشهر (انگلیسی: Bulandshahr district) از بخش‌های ایالت اوتار پرادش هند است.